# Disputatio

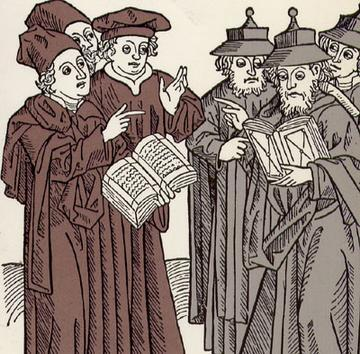
Una disputatio entre sacerdotes cristianos y judíos (1483).

En la escolástica medieval, la disputatio era, junto con la lectio, uno de los métodos esenciales y omnipresentes en la enseñanza y en la investigación, y también una técnica de examen en las universidades, a partir del siglo XIII. Se utilizará también, primero para designar los debates entre cristianos y judíos, y, después, en relación con las disputas entre católicos y protestantes.
En algunos países como Alemania, el término disputatio o disputation se usa hasta la época actual, principalmente para denominar uno de los dos procedimientos de defensa oral de una tesis doctoral (la otra forma es el rigorosum)

## Disputas entre cristianos y judíos
El proceso o quema del Talmud que tuvo lugar en París entre 1240 y 1242 fue la primera de las disputas contra los judíos. En hebreo se la denominó ויכוח פריז (Vikouah Pariz). Fue instigada por Nicolás Donin, un judeoconverso, que junto con otros dos eclesiásticos cristianos mantuvo el debate con cuatro rabinos dirigidos por Yehiel de París en presencia del rey Luis IX de Francia. Terminó con la quema de ejemplares del Talmud en la place de Grève.

### Otras disputas entre cristianos y judíos
- Disputa de Barcelona (1263)
- Disputa de Tortosa (1413-1414)

## Disputas entre católicos y protestantes
A partir de las 95 tesis de Lutero, que se planteaban como un desafío académico para suscitar una disputatio, se produjeron distintos encuentros en que se enfrentaron los partidarios de las distintas interpretaciones de la Reforma protestante y del catolicismo romano.
- Disputa de Heidelberg (1518)
- Debate de Leipzig (1519)
- Coloquio de Ratisbona (1541)
- Coloquio de Poissy (1561)

## Disputas multirreligiosas en la India
Akbar el Grande, tercero de los emperadores moghules de la India (1542-1605), mostró una actitud intolerante hacia el hinduismo y otras religiones en los primeros años de su reinado, pero más tarde ejerció la tolerancia hacia las religiones no islámicas, relajando las estrictas leyes de la sharia. A partir de entonces se produjeron debates religiosos entre ulemas musulmanes y religiosos hinduistas, jainistas, zoroastrianos y católicos (los cuales eran jesuitas provenientes de la India portuguesa). Los intervinientes en los debates fueron tratados con gran respeto, independientemente de su religión.